# Funan
Funan (auch Fu Nan, chinesisch 夫南 Fúnán), entstanden im 1. Jahrhundert n. Chr., war der erste größere Staat – bzw. eher ein Verbund mehrerer Stadtstaaten – in Südostasien. Geschichtlich bedeutend ist Funan vor allem als Vorläufer des späteren Khmer-Königreiches von Angkor und weil Funan das erste stark von indischer Kultur und Religion beeinflusste (indisierte) Land der Region war.
Über Funan ist heute nur wenig bekannt. Der Großteil der verfügbaren Informationen stammt aus chinesischen Chroniken, archäologischen Funden sowie ausschließlich in Sanskrit verfassten Inschriften. Der Name selbst entstammt chinesischen Aufzeichnungen; welchen Namen die Einwohner verwendeten, ist nicht überliefert. Die Kombination der beiden Zeichen 夫 (moderne hochchinesische Aussprache fú, rekonstruierte Aussprache im Mittelchinesischen bju, eigentlich ein Demonstrativpronomen wie „dieser, jener“) und 南 (modern nán, mittelchin. nậm, eigentlich das Wort für „Süden“) ist vermutlich eine Wiedergabe von Alt-Khmer bnaṃ oder vnaṃ, aus dem sich das heutige phnum entwickelte, das Wort für ‚Hügel, Berg‘ (wie in Phnom Penh). Nach einer anderen These könnte Biu-Nam auch für den Namen des hinduistischen Gottes Brahma stehen oder auf Brahmanas zurückgehen. Von den aus Ziegeln errichteten Bauwerken sind heute meist nur noch die Fundamente zu finden. Älteste Kunstwerke, darunter rund 2 m hohe Skulpturen des hinduistischen Gottes Vishnu und Bildnisse Buddhas, stammen aus dem frühen 6. Jahrhundert.
Die von den chinesischen Chroniken implizierte Vorstellung von Funan als ein einheitliches, großes Reich gilt heute als überholt. Tatsächlich handelte es sich wohl eher um ein lockeres Netzwerk von Stadtstaaten und kleineren Fürstentümern.

## Geographie

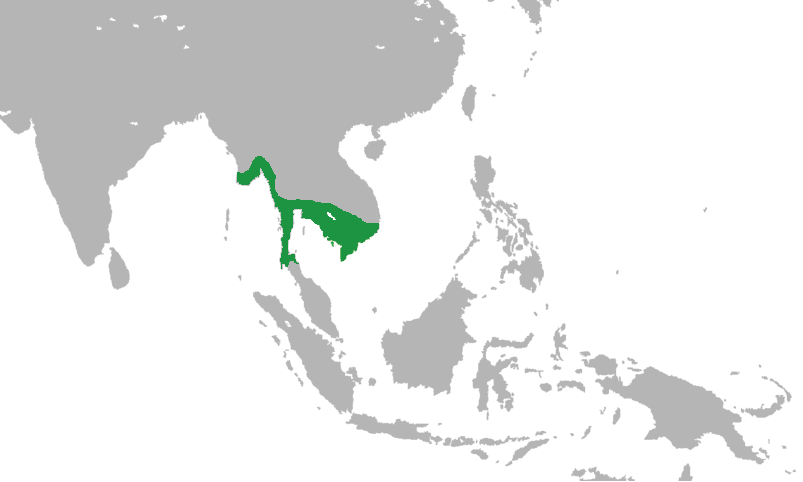
Einflussgebiet Funans

Das Zentrum des Netzwerks lag im Gebiet des Mekongdeltas im heutigen südlichen Vietnam, während sich das Einflussgebiet zeitweise im Westen bis an die Grenzen des heutigen Myanmar und im Süden bis zum Isthmus von Kra (heute Süd-Thailand) erstrecke. Wichtige Fundstätten der Funan-Kultur befinden sich in der historischen Hafenstadt Oc Eo (Mekongdelta, Vietnam), in Angkor Borei (Provinz Takeo) und am Fuß des Ba Phnom (Provinz Prey Veng, beide im südlichen Kambodscha). In Inschriften wird eine Hauptstadt namens Vyadharapura („Stadt der Jäger“) erwähnt, deren Lage allerdings noch nicht festgestellt werden konnte. Manche Forscher vermuten sie in der Region des heutigen Phnom Penh (Kambodscha).

## Bevölkerung
Die Bewohner Funans waren, soweit das von Archäologen und Historikern bisher festgestellt werden konnte, Mitglieder der Mon-Khmer-Völker und verwendeten eine Sprache aus der austroasiatischen Sprachfamilie.  Sie gelten als Vorfahren der Khmer, des heutigen Staatsvolkes von Kambodscha.
Sie lebten großteils von Fischfang und Reisanbau und bewohnten Pfahlbauten vergleichbar jenen, die heute noch in ganz Südostasien zu finden sind. Das fruchtbare Schwemmland entlang der Flüsse wurde mit ausgedehnten Kanalsystemen trockengelegt und so für die landwirtschaftliche Nutzung aufbereitet.

## Geschichte
Funan entstand im 1. Jahrhundert n. Chr. Einer in den chinesischen Liang-Chroniken aufgezeichneten Legende zufolge besiegte einst ein indischer Brahmane namens Kaundinya (chin. Hun Tien) die Königin von Funan, Soma (chinesisch Liu Yeh, „Weidenblatt“), bei einem Kampf auf dem Meer, indem er ihr Schiff mit einem Pfeil durchbohrte. Die Königin ergab sich, sie heirateten und begründeten die Dynastie der Herrscher von Funan. Gemäß der Mythologie der Khmer entstieg daraufhin Somas Vater, ein König der Nagas, dem Wasser und trank das Meer, bis neues Land zum Vorschein kam – die heutige zentrale Ebene Kambodschas um den Tonle-Sap-See bis zur Mündung des Mekong – das er seinem Schwiegersohn schenkte.
Ungeachtet des Wahrheitsgehalts dieser Legenden steht fest, dass im frühen 1. Jahrtausend indische Kultur und Religion in Südostasien starken Einfluss gewann. Funan war damit das erste Land der Region, das nachhaltig indisiert wurde. Dabei gaben die Einwohner ihre eigenen Glaubensvorstellungen aber nicht auf, sondern übernahmen vielmehr einzelne Elemente des Hinduismus, wie die Verehrung Shivas, sowie des Mahâyâna-Buddhismus und vermischten sie mit eigenen Riten und Traditionen.
Funan war eine wichtige Station auf den Handelsrouten der Schiffe, die zwischen China im Norden und Indien im Westen verkehrten. In Oc Eo, der größten Hafenstadt Funans, die der französische Archäologe Louis Malleret von der École française d’Extrême-Orient (EFEO) in den 1940er Jahren bis zum Beginn des Zweiten Weltkrieges erstmals erforschte, wurden neben Gegenständen aus den großen asiatischen Kulturen der Zeit sogar Münzen aus dem Römischen Reich, die das Profil des Kaisers Antoninus Pius zeigen, und aus dem altpersischen Reich der Sassaniden gefunden.

„Nach dem bei Ptolemaios referierten Fahrtbericht des Alexandros kann Kattigara eigentlich nur am Mekong-Delta liegen, denn Alexandros fuhr zunächst, entlang der Ostküste der Halbinsel Malakka, nach Norden bis nach Bangkok, von dort ebenfalls an der Küste entlang lediglich nach Südosten, bis er nach Kattigara kam. Von einem weiteren Kurswechsel hören wir nichts (Ptolem. 1,14). Dazu paßt, daß in einem am westlichen Mekong-Delta ausgegrabenen Emporium, Oc Eo im alten Reich Fou-nan, römische Fundstücke des 2. Jh. N. C. Zutage kamen.“

Der Hafen von Oc Eo und die im Mündungsgebiet des Mekong entstandenen Kanäle dienten Handelsschiffen auch als Ankerplatz, um den Wechsel der Monsunwinde abzuwarten. Das trug dazu bei, dass Funan in engen Kontakt mit den Kulturen der chinesischen, indischen und vermutlich auch malayischen und javanischen Gäste kam. Ab dem 3. Jahrhundert wurden verstärkt indische Zuwanderer in Funan sesshaft, was den Einfluss der indischen Kultur weiter festigte.
Ebenfalls im frühen 3. Jahrhundert erreichte Funan, unter der Herrschaft des Königs Fan Shih-man, seine größte Ausdehnung. Seine Flotte kontrollierte die Küsten vom Mekong-Delta über den gesamten Bogen des Golfs von Thailand bis zum Isthmus von Kra (heute Süd-Thailand). Am Festland reichte das Einflussgebiet über das heutige Kambodscha bis an die Grenzen Myanmars. Funan richtete ein starkes System von Handelsrouten und Handelsmonopolen ein, das auch zum Modell für spätere Reiche in der Region wurde. Gleichzeitig wurden sowohl die Flotte wie auch das Verwaltungssystem verstärkt, wobei gerade die weit vom zentralen Gebiet am Mekong entfernten Regionen zwar unter Funans Herrschaft standen, aber ihre kulturelle Eigenständigkeit bewahren konnten. Steuern wurden in Silber, Gold, Perlen und Dufthölzern entrichtet. Mitte des 3. Jahrhunderts besuchten die beiden chinesischen Händler Kang Tai und Zhu Ying die Hauptstadt Funans und verfassten nach ihrer Rückkehr einen Bericht über das Land. Ihre Beschreibung der Kultur Funans ist teils wenig schmeichelhaft. Sie berichten davon, dass in Funan mit Sklaven gehandelt wurde und Gerichtsverfahren oft dadurch entschieden wurden, dass Beschuldigte sich einer Prüfung unterziehen mussten, beispielsweise indem sie eine rotglühende Eisenkette über eine bestimmte Distanz tragen oder einen Goldring oder ein Ei aus kochendem Wasser holen mussten. Allerdings bemerken sie auch den Reichtum des Landes und zeigen sich beeindruckt von umfangreichen Bibliotheken im ganzen Land. In der chinesischen „Geschichte der drei Reiche“ wird von Musikern aus Funan erzählt, die im Jahr 243 oder 263 dem Kaiser zum Geschenk gemacht worden waren. Der Herrscher war so beeindruckt, dass er nahe Nanjing ein eigenes Institut für die Musik Funans einrichten ließ.
Um das Jahr 270 führte Funan gemeinsam mit dem nördlich gelegenen Reich der Cham einen Krieg in der chinesischen Provinz Tongking (heute die nördlichste Region Vietnams). 357 wurde Funan nach den chinesischen Quellen zu einem tributpflichtigen Vasallenstaat des chinesischen Kaiserreichs. Allerdings verwendeten chinesische Chronisten nach Ansicht vieler Historiker den Begriff „Tribut“ für eigentlich gegenseitige Handelsbeziehungen, um die Macht ihrer Kaiser größer darzustellen und auszuschmücken.
Zu Beginn des 5. Jahrhunderts erhob König Kaundinya, der seinen Namen vom legendären Gründer der Herrscherdynastie übernommen hatte, den Shivaismus zur Staatsreligion. Er führte den aus Indien stammenden Shaka-Kalender in Funan ein, machte Sanskrit zur Amtssprache und stellte Inder als Staatsbeamte ein. Von diesem König stammt auch die Tradition, dass die Herrscher der Khmer ihren königlichen Namen mit der Nachsilbe -varman versehen, die später auch alle Könige von Angkor weiterführten. Varman bezeichnet einen Brustpanzer, als Namenszusatz bedeutet es „beschützt durch“. So bedeutet beispielsweise der Herrschername Indravarman: „beschützt durch (den Gott) Indra“.
Einen letzten kulturellen und politischen Höhepunkt erreichte Funan unter den Königen Kaundinya Jayavarman (regierte ca. 480 bis 514) und dessen Sohn Rudravarman (regierte 514 bis ca. 545). Beide führten den Staatskult um Shiva weiter, waren selbst aber Anhänger des Mahâyâna-Buddhismus.
Ab der zweiten Hälfte des 6. Jahrhunderts verlor Funan zusehends an Macht und Einfluss. 550 erlangte Chenla (auch Zhenla), ein Funan zuvor untergeordnetes Reich im Norden dessen Einflussgebiets (der ursprüngliche Schwerpunkt lag wohl im heutigen Südlaos), seine Unabhängigkeit. Im frühen 7. Jahrhundert übernahm Zhenla schließlich die führende Rolle und Funan ging vermutlich in dem neuen Reich auf. Jedenfalls wird Funan in chinesischen Aufzeichnungen nach dem 6. Jahrhundert nicht mehr erwähnt, Zhenla dafür immer häufiger.